# Droga krajowa B187 (Niemcy)
Droga krajowa 187 (niem. Bundesstraße 187, B 187) – niemiecka droga krajowa okalająca Lipsk z zachodu na wschód od skrzyżowania z drogą B184 w Roßlau w Saksonii-Anhalt do skrzyżowania z drogą B101 w Brandis w Brandenburgii.